# Universität Aalborg
Die Universität Aalborg (AAU) liegt in der dänischen Stadt Aalborg. Sie wurde im Jahre 1974 als fünfte Universität Dänemarks eröffnet. Im Jahre 1995 wurde die Ingenieurhochschule Esbjerg in die Universität integriert (AAU-Esbjerg), daraufhin folgte die Erweiterung der Universität Aalborg 1996 durch das Institut für Architektur und Design, 1996 durch die Einweihung des Campus Kopenhagen (AAU-CPH), 2003 durch die Integration des Institut für Technologie Kopenhagen, 2006 durch das Institut für Medizin und im Jahre 2007 durch die Integration des Staatlichen Bauforschungsinstituts.

## Profil

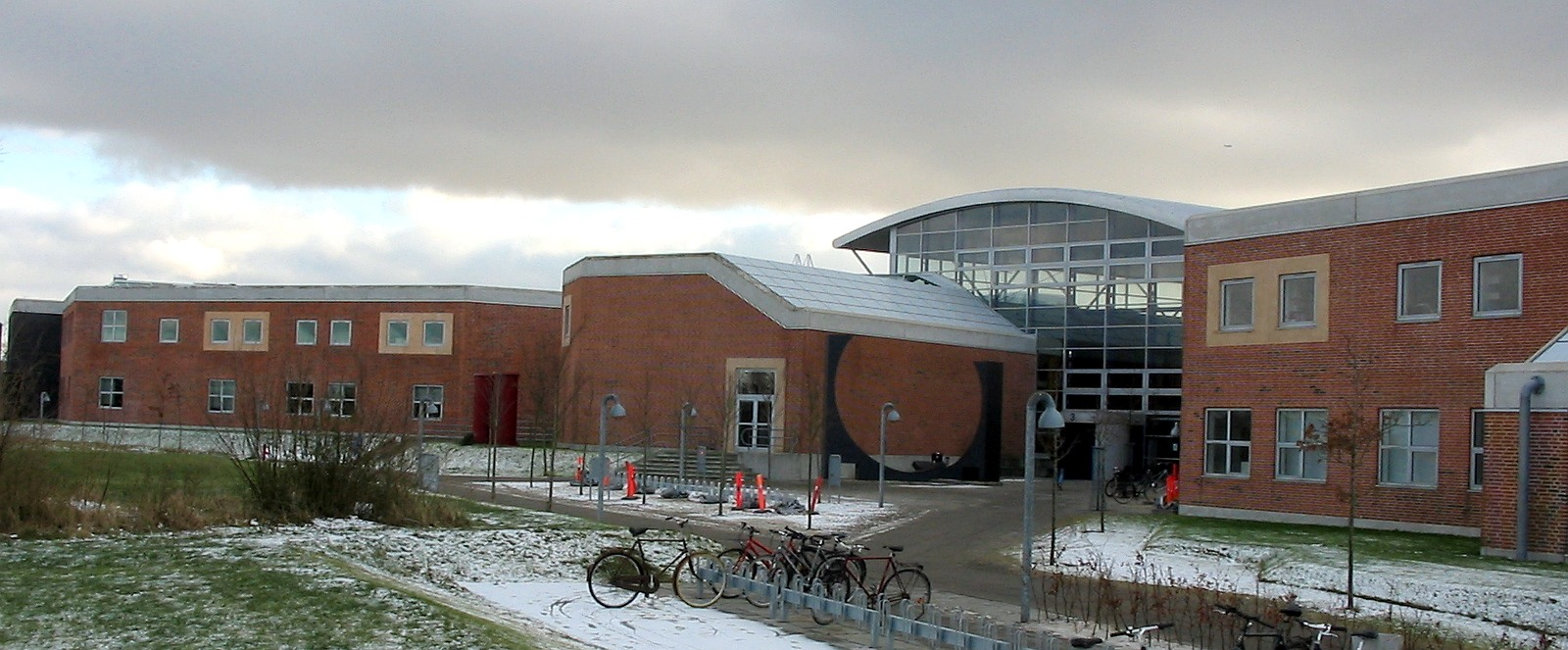
Ålborg Universitetscenter

Die Universität unterscheidet sich von den älteren und eher traditionell ausgerichteten dänischen Universitäten durch ihren Schwerpunkt auf interdisziplinäre und fakultätsübergreifende Studien. Dazu kommt ein experimentelles Curriculum, dessen Grundlage ein interdisziplinärer Basisverlauf mit nachfolgenden Spezialisierungsmöglichkeiten ist sowie eine pädagogische Struktur mit Ausgangspunkt in problemorientierten ausbildungs- und forschungsrelevanten Projekten aus dem wirklichen Leben. Dieser Ansatz, das sog. Aalborger Modell oder das Aalborger Experiment, hat sowohl auf nationaler als auch internationaler Ebene Anerkennung und Beachtung gefunden. Mit dem problembasierten, in Projektform organisierten Vorgehen, dreht sich ein großer Teil des Semesterunterrichts und der Studienarbeit um komplexe Problemstellung aus dem wirklichen Leben – Fragestellungen, auf die die Studenten in dynamischer Gruppenarbeit mit wissenschaftlichen Methoden Antworten erarbeiten.
Es gibt folgende Fakultäten:
- Humanwissenschaften[4]
- Gesellschaftswissenschaften[5]
- Ingenieur- und Naturwissenschaften[6]
- Medizinwissenschaft[7]

## Besondere Betätigungsfelder und interdisziplinäre Forschung
Das stärkste Forschungsgebiet ist das der Technischen Wissenschaft, wobei die Bereiche Medizintechnologie und kabellose Kommunikation zu besonderen Betätigungsfeldern auserkoren sind.
Die Universität hat stets einen interdisziplinären Forschungsansatz verfolgt, da dieser – ebenso wie der Studienunterricht, problembasiert ist. Die Lösung eines aktuellen Problems erfordert oftmals den Beitrag verschiedener wissenschaftlicher Disziplinen. An der Universität Aalborg existieren fünf interdisziplinäre Betätigungsfelder:
- Nachhaltige Energie, Umwelt und Technologie
- Globale Produktion, Innovation, Wissensentwicklung und Kohärenz
- Informationstechnologie und eingebettete Software
- Nanotechnologie und Nanoproduktion
- Erfahrungstechnologie und Design

## Internationale Beziehungen
Seit der Gründung liegt der Schwerpunkt auf einer internationale Orientierung – eine lokale Universität mit einer internationalen Perspektive. Auf dem Gebiet der Forschung wird auf internationale Zusammenarbeit gesetzt; unter anderem sind eine Abteilung für kabellose Kommunikation und Satellitennavigation an der Universität in Rom, Tor Vegata, und an der Universität Kolkata in Indien etabliert worden, ebenso zwei Zentren für Telekommunikation, eines am Birla Institute of Technology in Indien und eines am Bandung Institute of Technology in Indonesien.
Der Anteil ausländischer Forscher an der Universität Aalborg beträgt 25 %. Die Zahl internationaler Studenten ist konstant gestiegen und beträgt derzeit 10 % der gesamten Studentenanzahl. In Deutschland unterhält die Hochschule Ansbach eine Partnerschaft mit der Universität Aalborg.
Eine Anerkennung, die der Universität Aalborg im Jahre 2001 zuteilwurde, ist die Gründung des UICEE Zentrum für problembasiertes Lernen (UCPBL), was anschließend zur Ernennung der Universität Aalborg als UNESCO-Hauptsitz für problembasiertes Lernen geführt hat.

## Auszeichnungen
Im Oktober 2017 wurde die Universität von U.S. News & World Report zur besten europäischen Universität im Fachbereich Ingenieurwissenschaften gewählt.